# Хубрегс, Боб
Роберт Дж. «Боб» Хубрегс (англ. Robert J. "Bob" Houbregs; 12 марта 1932, Ванкувер, Британская Колумбия, Канада — 28 мая 2014, Олимпия, Вашингтон) — канадский профессиональный баскетболист, выступавший в НБА за четыре разных клуба. Член Зала славы баскетбола с 1987 года.

## Ранние годы
Родился в канадском городе Ванкувер (провинция Британская Колумбия), учился в Сиэтлской школе Куин-Энн (штат Вашингтон), в которой играл за местную баскетбольную команду.

## Студенческая карьера
В 1953 году окончил Вашингтонский университет, где в течение трёх лет играл за команду «Вашингтон Хаскис», в которой провёл успешную карьеру, набрав в итоге 1774 очка. При Хубрегсе «Хаскис» три раза выигрывали регулярный чемпионат конференции Pacific Coast (1951—1953), а также два раза выходили в плей-офф студенческого чемпионата США (1951, 1953).
В 1951 году «Эскимосы» дошли до 1/4 финала турнира NCAA (англ. Elite Eight), где 23 марта проиграли команде «Оклахома Стэйт Ковбойз» со счётом 57—61, в котором Хубрегс стал лучшим игроком матча, набрав 19 очков и сделав 9 подборов. В 1953 году «Хаскис» вышли в финал четырёх турнира NCAA (англ. Final Four), где в полуфинальном матче, 17 марта, проиграли команде Би Эйч Борна и Дина Смита «Канзас Джейхокс» со счётом 53—79, в котором Боб стал лучшим игроком своей команды, набрав 18 очков.

## Карьера в НБА
Играл на позиции центрового и тяжёлого форварда. В 1953 году был выбран на драфте НБА под 2-м номером командой «Милуоки Хокс». Позже выступал за команды «Балтимор Буллетс», «Бостон Селтикс» и «Форт-Уэйн / Детройт Пистонс». Всего в НБА провёл 5 неполных сезонов. В 1953 году Хубрегс признавался баскетболистом года среди студентов по версии Helms Foundation. Один раз включался в 1-ю всеамериканскую сборную NCAA (1953), а также один раз — во 2-ю всеамериканскую сборную NCAA (1952). Всего за карьеру в НБА сыграл 281 игру, в которых набрал 2611 очков (в среднем 9,3 за игру), сделал 1552 подбора и 500 передач.
В 1970—1973 годах Хубрегс работал генеральным менеджером в команде «Сиэтл Суперсоникс». В 1987 году он был избран в Зал славы баскетбола, а в 2000 году был введён в Канадский Зал славы баскетбола за его значительный вклад в развитие спорта в качестве игрока.

## Смерть
Боб Хубрегс умер 28 мая 2014 года на 83-м году жизни в городе Олимпия (штат Вашингтон).

## Статистика

### Статистика в НБА
| Сезон                                                                                    | Команда      | Регулярный сезон | Регулярный сезон | Регулярный сезон | Регулярный сезон | Регулярный сезон | Регулярный сезон | Регулярный сезон | Регулярный сезон | Регулярный сезон | Регулярный сезон | Регулярный сезон | Серия плей-офф | Серия плей-офф | Серия плей-офф | Серия плей-офф | Серия плей-офф | Серия плей-офф | Серия плей-офф | Серия плей-офф | Серия плей-офф | Серия плей-офф | Серия плей-офф |
| Сезон                                                                                    | Команда      | GP               | GS               | MPG              | FG%              | 3P%              | FT%              | RPG              | APG              | SPG              | BPG              | PPG              | GP             | GS             | MPG            | FG%            | 3P%            | FT%            | RPG            | APG            | SPG            | BPG            | PPG            |
| ---------------------------------------------------------------------------------------- | ------------ | ---------------- | ---------------- | ---------------- | ---------------- | ---------------- | ---------------- | ---------------- | ---------------- | ---------------- | ---------------- | ---------------- | -------------- | -------------- | -------------- | -------------- | -------------- | -------------- | -------------- | -------------- | -------------- | -------------- | -------------- |
| 1953/54                                                                                  | Милуоки Хокс | 11               |                  | 15,1             | 30,6             |                  | 76,5             | 4,2              | 0,8              |                  |                  | 5,8              | Не участвовал  | Не участвовал  | Не участвовал  | Не участвовал  | Не участвовал  | Не участвовал  | Не участвовал  | Не участвовал  | Не участвовал  | Не участвовал  | Не участвовал  |
| 1953/54                                                                                  | Балтимор     | 59               |                  | 30,6             | 38,0             |                  | 70,7             | 5,6              | 1,9              |                  |                  | 9,2              | Не участвовал  | Не участвовал  | Не участвовал  | Не участвовал  | Не участвовал  | Не участвовал  | Не участвовал  | Не участвовал  | Не участвовал  | Не участвовал  | Не участвовал  |
| 1954/55                                                                                  | Балтимор     | 64               |                  | 20,7             | 38,3             |                  | 70,9             | 4,6              | 1,3              |                  |                  | 6,6              | Не участвовал  | Не участвовал  | Не участвовал  | Не участвовал  | Не участвовал  | Не участвовал  | Не участвовал  | Не участвовал  | Не участвовал  | Не участвовал  | Не участвовал  |
| 1955/56                                                                                  | Форт-Уэйн    | 70               |                  | 21,9             | 43,0             |                  | 73,9             | 5,9              | 2,3              |                  |                  | 11,1             | 10             |                | 21,7           | 46,2           |                | 70,5           | 6,7            | 1,4            |                |                | 10,3           |
| 1956/57                                                                                  | Форт-Уэйн    | 60               |                  | 26,5             | 43,2             |                  | 71,4             | 6,7              | 1,9              |                  |                  | 11,2             | 2              |                | 19,0           | 41,2           |                | 72,7           | 3,0            | 1,5            |                |                | 11,0           |
| 1957/58                                                                                  | Детройт      | 17               |                  | 17,8             | 35,8             |                  | 69,8             | 3,8              | 1,1              |                  |                  | 7,5              | Не участвовал  | Не участвовал  | Не участвовал  | Не участвовал  | Не участвовал  | Не участвовал  | Не участвовал  | Не участвовал  | Не участвовал  | Не участвовал  | Не участвовал  |
|                                                                                          | Всего        | 281              |                  | 23,9             | 40,4             |                  | 72,1             | 5,5              | 1,8              |                  |                  | 9,3              | 23             |                | 20,3           | 42,4           |                | 73,9           | 5,9            | 1,6            |                |                | 8,8            |
| Наведите курсор мыши на аббревиатуры в заголовке таблицы, чтобы прочесть их расшифровку. |              |                  |                  |                  |                  |                  |                  |                  |                  |                  |                  |                  |                |                |                |                |                |                |                |                |                |                |                |